# مارک جونز (بسکتبال، زاده ۱۹۷۵)
مارک جونز (انگلیسی: Mark Jones؛ زادهٔ ۲۵ مهٔ ۱۹۷۵) بازیکن بسکتبال اهل ایالات متحده آمریکا است.
از باشگاه‌هایی که در آن بازی کرده‌است می‌توان به اورلندو مجیک اشاره کرد.